# Dubai Tennis Championships 2023
Dubai Tennis Championships 2023, oficiálně Dubai Duty Free Tennis Championships 2023, byl společný tenisový turnaj mužského okruhu ATP Tour a ženského okruhu WTA Tour, hraný v areálu Aviation Club Tennis Centre na otevřených dvorcích s tvrdým povrchem. Dějištěm 31. ročníku mužského a 23. ročníku ženského turnaje Dubai Tennis Championships se stala Dubaj, metropole stejnojmenného emirátu ve Spojených arabských emirátech. 
Ženská část dotovaná 2 788 468 dolary probíhala mezi 19. až 25. únorem 2023 a patřila do kategorie WTA 1000. Mužská polovina navázala mezi 27. únorem až 4. březnem 2023 v rámci kategorie ATP Tour 500. Dotace pro tuto polovinu dosáhla částky 3 020 535 dolarů. Nejvýše nasazenými singlisty se staly světové jedničky  Novak Djoković ze Srbska a Iga Świąteková z Polska. První porážku v probíhající sezóně Djokovićovi přivodil v semifinále Medveděv, který ukončil Srbovu 15zápasovou neporazitelnost. V důsledku invaze Ruska na Ukrajinu na konci února 2022 řídící organizace tenisu ATP, WTA a ITF s grandslamy rozhodly, že ruští a běloruští tenisté mohli dále na okruzích startovat, ale do odvolání nikoli pod vlajkami Ruska a Běloruska.
Osmnáctou trofej z dvouhry okruhu ATP Tour si připsal 27letý Daniil Medveděv. Stal se tak prvním hráčem v otevřené éře, který úvodních 18 turnajů vyhrál vždy v jiném městě. Rovněž získal třetí triumf během tří týdnů, když v únoru již ovládl Rotterdam Open a Qatar Open.
Z Dubaje odjížděl se šňůrou 14 vítězných zápasů. Šestý singlový titul na okruhu WTA Tour, první v kategorii WTA 1000 a první mimo Evropu, vybojovala 27letá Češka Barbora Krejčíková, která se vrátila do elitní světové dvacítky. Jako pátá žena od zavedení žebříčku WTA porazila na jediném turnaji světovou jedničku, dvojku i trojku. První společnou účast v mužské čtyřhře proměnili v trofej Američan Maxime Cressy s Francouzem Fabricem Martinem. Ženskou čtyřhru vyhrály Ljudmila Samsonovová s Veronikou Kuděrmetovovou, která titul obhájila.

## Rozdělení bodů a finančních odměn

### Rozdělení bodů
| Soutěž       | Soutěž        | vítězové | finalisté | semifinalisté | čtvrtfinalisté | 16 v kole | 32 v kole | 56 v kole | Q  | Q2 | Q1 |
| ------------ | ------------- | -------- | --------- | ------------- | -------------- | --------- | --------- | --------- | -- | -- | -- |
| dvouhra mužů | [ 1 ] [ 9 ]   | 500      | 300       | 180           | 90             | 45        | 0         | —         | 20 | 10 | 0  |
| čtyřhra mužů | [ 10 ]        | 500      | 300       | 180           | 90             | 0         | —         | —         | 45 | 25 | 0  |
| dvouhra žen  | [ 11 ] [ 12 ] | 900      | 585       | 350           | 190            | 105       | 60        | 1         | 30 | 20 | 1  |
| čtyřhra žen  | [ 13 ]        | 900      | 585       | 350           | 190            | 105       | 1         | —         | —  | —  | —  |

### Finanční odměny
| Soutěž                                  | Soutěž        | vítězové  | finalisté | semifinalisté | čtvrtfinalisté | 16 v kole | 32 v kole | 56 v kole | Q2       | Q1      |
| --------------------------------------- | ------------- | --------- | --------- | ------------- | -------------- | --------- | --------- | --------- | -------- | ------- |
| dvouhra mužů                            | [ 1 ] [ 9 ]   | 533 990 $ | 287 320 $ | 153 125 $     | 78 235 $       | 41 765 $  | 22 270 $  | —         | 11 415 $ | 6 405 $ |
| dvouhra žen                             | [ 11 ] [ 12 ] | 454 500 $ | 267 690 $ | 138 000 $     | 63 350 $       | 31 650 $  | 17 930 $  | 12 848 $  | 7 650 $  | 4 000 $ |
| čtyřhra mužů                            | [ 10 ]        | 175 400 $ | 93 550 $  | 47 340 $      | 23 660 $       | 12 250 $  | —         | —         | —        | —       |
| čtyřhra žen                             | [ 13 ]        | 148 845 $ | 75 310 $  | 37 275 $      | 18 765 $       | 9 510 $   | 4 695 $   | —         | —        | —       |
| částky ve čtyřhrách jsou uvedeny na pár |               |           |           |               |                |           |           |           |          |         |

## Dvouhra mužů

### Nasazení
| Stát                          | Hráč                  | ATP | Nasazení |
| ----------------------------- | --------------------- | --- | -------- |
| Srbsko                        | Novak Djoković        | 1.  | 1.       |
|                               | Andrej Rubljov        | 5.  | 2.       |
|                               | Daniil Medveděv       | 8.  | 3.       |
| Kanada                        | Félix Auger-Aliassime | 9.  | 4.       |
| Polsko                        | Hubert Hurkacz        | 11. | 5.       |
|                               | Karen Chačanov        | 14. | 6.       |
| Německo                       | Alexander Zverev      | 16. | 7.       |
| Chorvatsko                    | Borna Ćorić           | 20. | 8.       |
| Žebříček ATP k 20. únoru 2023 |                       |     |          |

### Jiné formy účasti
Následující hráči obdržel divokou kartu do hlavní soutěže:
- Malek Džazírí
- Thanasi Kokkinakis
- Alexei Popyrin

Následující hráči postoupili z kvalifikace:
- Pavel Kotov
- Alexandar Lazarov
- Tomáš Macháč
- Christopher O'Connell

Následující hráči postoupili z kvalifikace jako šťastní poražení:
- Matteo Arnaldi
- Quentin Halys

#### Odhlášení
před zahájením turnaje
- Roberto Bautista Agut → nahradil jej  Quentin Halys
- Pablo Carreño Busta → nahradil jej  Tallon Griekspoor
- Marin Čilić → nahradil jej  Maxime Cressy
- Jack Draper → nahradil jej  Filip Krajinović
- Lloyd Harris → nahradil jej  Mikael Ymer
- Kwon Sun-u → nahradil jej  Matteo Arnaldi
- Rafael Nadal → nahradil jej Marc-Andrea Hüsler

## Mužská čtyřhra

### Nasazení
| Stát                                                                                   | Hráč            | Stát       | Hráč             | ATP | Nasazení |
| -------------------------------------------------------------------------------------- | --------------- | ---------- | ---------------- | --- | -------- |
| Chorvatsko                                                                             | Nikola Mektić   | Chorvatsko | Mate Pavić       | 15. | 1.       |
| Chorvatsko                                                                             | Ivan Dodig      | USA        | Austin Krajicek  | 19. | 2.       |
| Spojené království                                                                     | Lloyd Glasspool | Finsko     | Harri Heliövaara | 23. | 3.       |
| Monako                                                                                 | Hugo Nys        | Polsko     | Jan Zieliński    | 35. | 4.       |
| Žebříček ATP k 20. únoru 2023; číslo je součtem žebříčkového postavení obou členů páru |                 |            |                  |     |          |

### Jiné formy účasti
Následující dvojice obdržely divokou kartu do hlavní soutěže:
Následující pár postoupil z kvalifikace:
- Kareem Al Allaf /  Abdulrahman Al Janahi
- Ajsám Kúreší /  Ramkumar Ramanathan

Následující pár postoupil z kvalifikace jako šťastný poražený:
- Andrew Harris /  John-Patrick Smith

## Ženská dvouhra

### Nasazení
| Stát                          | Hráčka                   | WTA | Nasazení |
| ----------------------------- | ------------------------ | --- | -------- |
| Polsko                        | Iga Świąteková           | 1.  | 1.       |
|                               | Aryna Sabalenková        | 2.  | 2.       |
| USA                           | Jessica Pegulaová        | 4.  | 3.       |
| Francie                       | Caroline Garciaová       | 5.  | 4.       |
| USA                           | Coco Gauffová            | 6.  | 5.       |
| Řecko                         | Maria Sakkariová         | 7.  | 6.       |
|                               | Darja Kasatkinová        | 8.  | 7.       |
| Švýcarsko                     | Belinda Bencicová        | 9.  | 8.       |
| Kazachstán                    | Jelena Rybakinová        | 10. | 9.       |
|                               | Veronika Kuděrmetovová   | 11. | 10.      |
| Brazílie                      | Beatriz Haddad Maiová    | 12. | 11.      |
| Česko                         | Petra Kvitová            | 13. | 12.      |
| Lotyšsko                      | Jeļena Ostapenková       | 14. | 13.      |
|                               | Ljudmila Samsonovová     | 15. | 14.      |
|                               | Viktoria Azarenková      | 17. | 15.      |
|                               | Jekatěrina Alexandrovová | 18. | 16.      |
| Žebříček WTA k 13. únoru 2023 |                          |     |          |

### Jiné formy účasti
Následující hráčky obdržely divokou kartu do hlavní soutěže:
- Linda Fruhvirtová
- Sofia Keninová
- Marta Kosťuková
- İpek Özová
- Věra Zvonarevová

Následující hráčky nastoupily pod žebříčkovou ochranou:
- Karolína Muchová
- Anastasija Pavljučenkovová
- Markéta Vondroušová

Následující hráčky postoupily z kvalifikace:
- Ana Bogdanová
- Julia Grabherová
- Rebeka Masárová
- Jasmine Paoliniová
- Laura Siegemundová
- Viktorija Tomovová
- Dajana Jastremská
- Katarina Zavacká

Následující hráčky postoupily z kvalifikace jako šťastné poražené:
- Lauren Davisová
- Claire Liuová

#### Odhlášení
před zahájením turnaje
- Jekatěrina Alexandrovová → nahradila ji  Claire Liuová
- Ons Džabúrová → nahradila ji  Julia Putincevová
- Anett Kontaveitová → nahradila ji  Shelby Rogersová
- Anastasija Potapovová → nahradila ji  Lauren Davisová

v průběhu turnaje
- Čeng Čchin-wen (bolest břicha)[14]
- Jelena Rybakinová (bolest bederní páteře)[15]
- Karolína Plíšková (viróza)[16]
- Karolína Muchová  (zranění břišního svalu)[17]

## Ženská čtyřhra

### Nasazení
| Stát                                                                                   | Hráčka                      | Stát       | Hráčka             | WTA | Nasazení |
| -------------------------------------------------------------------------------------- | --------------------------- | ---------- | ------------------ | --- | -------- |
| USA                                                                                    | Coco Gauffová               | USA        | Jessica Pegulaová  | 6.  | 1.       |
| Ukrajina                                                                               | Ljudmyla Kičenoková         | Lotyšsko   | Jeļena Ostapenková | 21. | 2.       |
| USA                                                                                    | Desirae Krawczyková         | Nizozemsko | Demi Schuursová    | 27. | 3.       |
| Mexiko                                                                                 | Giuliana Olmosová           | Čína       | Čang Šuaj          | 31. | 4.       |
| USA                                                                                    | Nicole Melichar-Martinezová | Austrálie  | Ellen Perezová     | 35. | 5.       |
| Kazachstán                                                                             | Anna Danilinová             | Brazílie   | Luisa Stefaniová   | 55. | 6.       |
| Čína                                                                                   | Jang Čao-süan               |            | Věra Zvonarevová   | 56. | 7.       |
| Belgie                                                                                 | Kirsten Flipkensová         | Německo    | Laura Siegemundová | 57. | 8.       |
| Žebříček WTA k 13. únoru 2023; číslo je součtem žebříčkového postavení obou členů páru |                             |            |                    |     |          |

### Jiné formy účasti
Následující páry obdržely divokou kartu do hlavní soutěže:
- Ana Bogdanová /   Angelina Gabujevová
- Harriet Dartová  /  Eden Silvaová
- Sofia Keninová /   Jekatěrina Jašinová

Následující pár nastoupil z pozice náhradníka:
- Linda Fruhvirtová /  Kaia Kanepiová

#### Odhlášení
před zahájením turnaje
- Miriam Kolodziejová /  Markéta Vondroušová → nahradily je   Jekatěrina Alexandrovová /  Tereza Mihalíková
- Anastasija Potapovová /   Jana Sizikovová → nahradily je  Linda Fruhvirtová /  Kaia Kanepiová

## Přehled finále

### Mužská dvouhra
- Daniil Medveděv vs.   Andrej Rubljov, 6–2, 6–2

### Ženská dvouhra
- Barbora Krejčíková vs.  Iga Świąteková, 6–4, 6–2

### Mužská čtyřhra
- Maxime Cressy /  Fabrice Martin vs.   Lloyd Glasspool /  Harri Heliövaara, 7–6(7–2), 6–4

### Ženská čtyřhra
- Veronika Kuděrmetovová /   Ljudmila Samsonovová vs.  Čan Chao-čching /  Latisha Chan, 6–4, 6–7(4–7), [10–1]